# Dansaire olivaci
El dansaire olivaci (Saltator similis) és un ocell de la família dels tràupid (Thraupidae).

## Hàbitat i distribució
Habita arbusts, horts i boscos decidus de l'est de Bolívia, Paraguai del sud-est de Brasil, cap al sud, fins Uruguai i nord de l'Argentina.